# نيقيمبا، ملك ألالاخ
كان نيقيمبا، ابن إدريمي، ملك ألالاخ في بلاد الرافدين في النصف الأول من القرن الخامس عشر قبل الميلاد.

## وثائق معاصرة
تستند أدلة عهد الملك نيقميبا على الألواح الطينية المسمارية التي تم التنقيب عنها في تل أتشانا بواسطة تشارلز ليونارد وولي.
- لوح طيني بهبة «سفينة ماريانو» من الملك نقميبا إلى قابيا. المرجع: 131453 .
- لوح طيني مسماري فيه دعوى قضائية بشأن أحقية نيقميبا ملك ألاخ في ملكية ميتاني (هانيغالبات).